# John Boswell Whitehead
John Boswell Whitehead (Norfolk (Virgínia), 18 de agosto de 1872 — Baltimore, 16 de novembro de 1954) foi um engenheiro elétrico estadunidense. Em 1941, Whitehead recebeu a Medalha Edison IEEE por "suas contribuições no campo da engenharia elétrica, seu pioneirismo e desenvolvimento na pesquisa de dielétricos, e suas conquistas no progresso do ensino da engenharia".